# 電話號碼

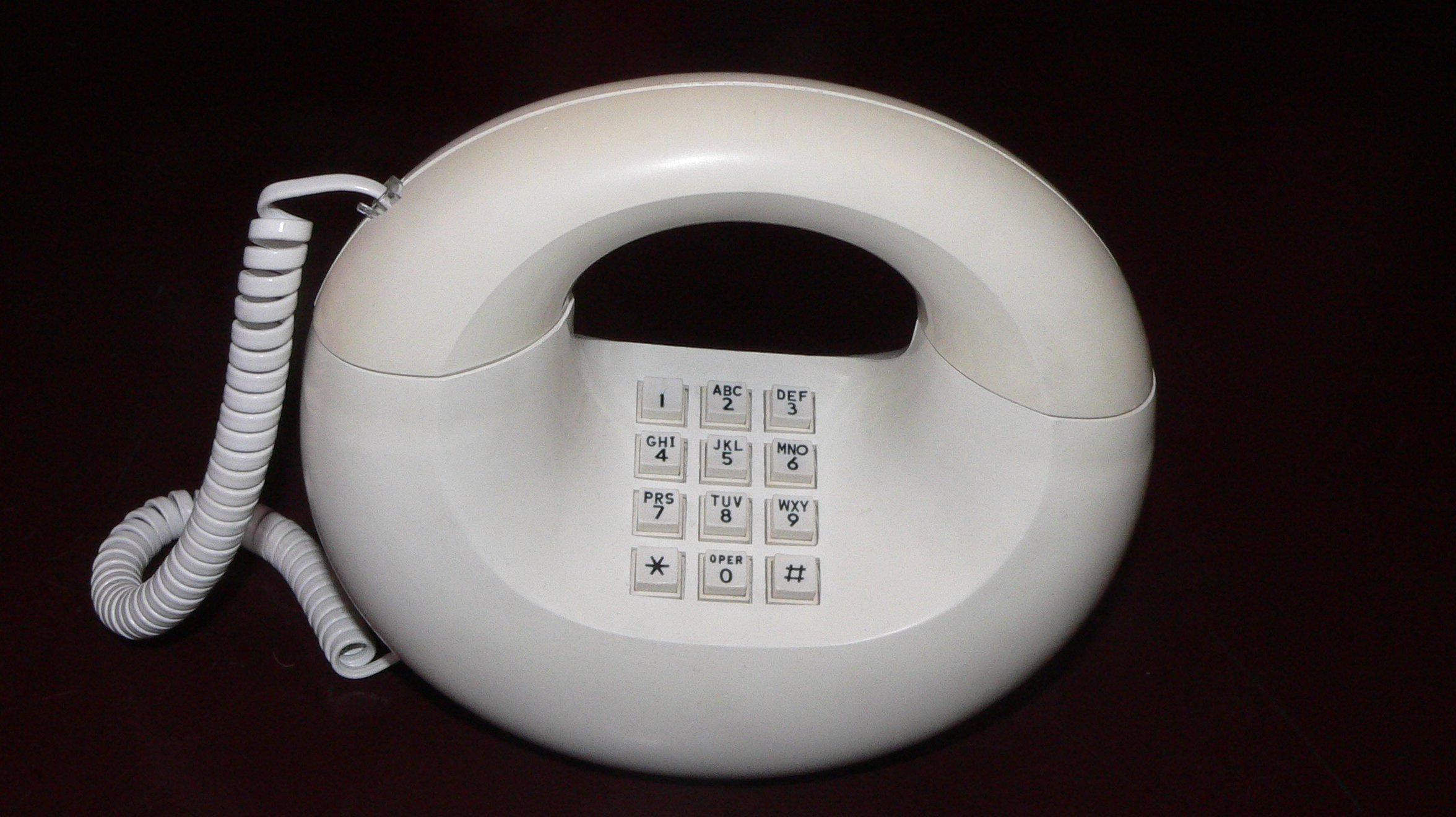
現代電話包含「*」和「#」

電話號碼是一連串數字的組合，一組號碼對應一個電話線，如要撥打至另一方，只需撥對方的對應號碼組合。在電話號碼剛開始使用時，號碼較短，大約只有兩三個數字，也只能撥打給附近的電話用戶，逐漸地，電話系統越趨發達，涵蓋範圍達全球，電話號碼也相對增長，也可包括「*」和「#」來打出短碼。電話號碼除了連接電話，也可連接電腦及傳真機。